# Qelelevu
Qelelevu is een van de Ringgoldeilanden, een subgroep van de Vanua Levugroep in Fiji. Het heeft een oppervlakte van 1,5 km² en het hoogste punt meet 12 meter. Op het eiland ligt een klein dorpje, het enige van de Ringgoldeilanden. De bevolking leeft voornamelijk van de visvangst.